# Rząśnik (Powiat Wyszkowski)
Rząśnik ist ein Dorf sowie Sitz der gleichnamigen Landgemeinde im Powiat Wyszkowski der Woiwodschaft Masowien, Polen.

## Gemeinde
Zur Landgemeinde Rząśnik gehören folgende Ortschaften mit einem Schulzenamt:
Bielino
Dąbrowa
Gołystok
Grądy Polewne
Grodziczno
Janowo
Józefowo
Komorowo
Nowa Wieś
Nowe Wielątki
Nowy Lubiel
Nury
Ochudno
Osiny
Ostrówek
Plewica
Porządzie
Rogóźno
Rząśnik
Stary Lubiel
Wielątki
Wielątki-Folwark
Wincentowo
Wola Polewna
Wólka-Folwark
Wólka Lubielska
Wólka-Przekory
Wólka-Wojciechówek